# Деві (богиня)

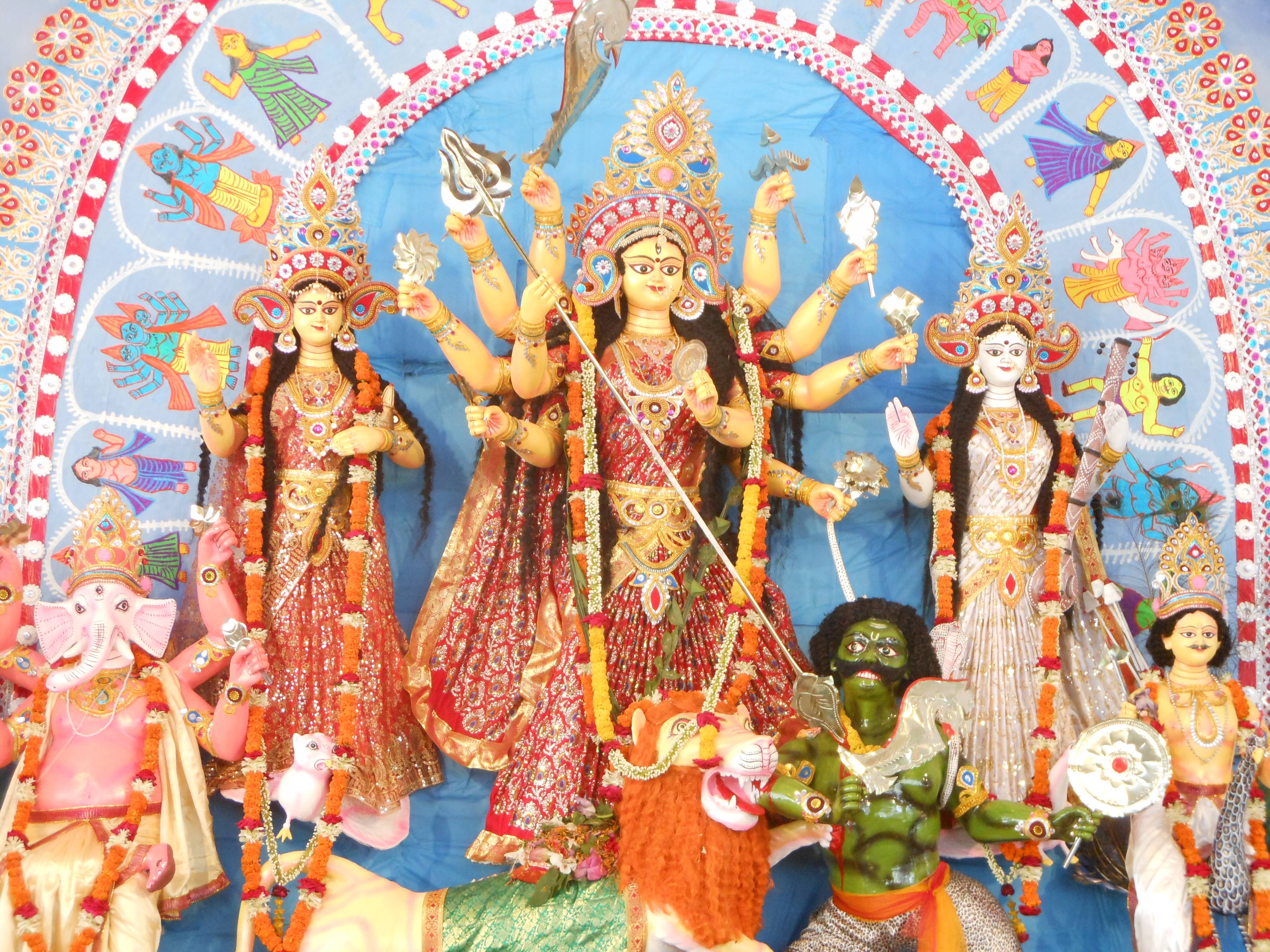
Дурга. Місія Рамакрішни в Бангладеш

Деві (деванагарі: देवी, devi) або Махадеві (санскр. «Велика богиня») — жіночий аспект божественного початку в індуїзмі, синонім Шакті у шактизмі. Деві є жіночою формою і доповненням чоловічого аспекту божества, зображуючи лагідність, якщо форма сатвична, милостива (наприклад супутниця Вішну). Але не менш шанованими є люті форми — Калі, Дурга та ін. Поклоніння Деві в різних формах, часто локальних для кожної місцевості, є важливою складовою індуїзму. Деві вважається основою кожної богині, асоціюючись у цьому значенні з Пракріті. У шактизмі Деві є верховним божеством, тоді як у смартизмі вона є однією з панчадев — головних божественних форм. В інших течіях індуїзму, вайшнавізмі та шайвізмі, Деві часто розглядається як жіночий початок, що постачає силою чоловічі божества — Вішну і Шиву. Головна дружина Вішну — Лакшмі, а Шиви — Парваті, хоча обидва боги мають численних інших дружин.